# Rumia
Rumia (cașubiană Rëmiô, germană Rahmel) este un oraș în Polonia.